# Rio de Janeiro
Rio de Janeiro (Siječanjska rijeka na portugalskom) je ime grada u državi Rio de Janeiro u jugoistočnom Brazilu. Rio de Janeiro je bivši glavni grad Brazila (od 1763. do 1960.) i Portugalskog Carstva (od 1808. do 1821.). Spektakularno prirodno okruženje, karnevali, samba i plaže kao što su Copacabana, Ipanema i Leblon su ono po čemu se prepoznaje Rio. Ipak, najpoznatija atrakcija i zaštitni znak grada je sigurno statua Isusa, poznata kao Cristo Redentor na brdu Corcovado. Međutim, tu su i brdo Šećerna Glava sa žičarom koja ide do njegovog vrha, zatim Sambodrom za vrijeme karnevala, kao i stadion Maracanã, jedan od najvećih na svijetu. Rio također posjeduje i dvije najveće šume u urbanom području, Floresta da Pedra Branca i Floresta da Tijuca.
Procjena broja stanovnika u gradu za 2005. godinu je 6.094.183, a u širem krugu grada je procijenjeno da živi između 11 i 12 milijuna stanovnika. Ipak, Rio nije najveći grad u Brazilu, ali je odmah iza São Paula. Ljude iz Rio de Janeira zovu Carioce, a neslužbena himna grada je Cidade Maravilhosa - Čudesan Grad.
Dana 1. srpnja 2012. godine, područje Rio de Janeira od najviših vrhova Nacionalnog parka Tijuca do mora, uključujući botaničke vrtove iz 1808. godine, planinu Corcovado sa slavnom skulpturom Krista Iskupitelja, te brda iznad zaljeva Guanabara uključujući opsežan urbani krajolik duž uvale Copacabana upisano je na UNESCO-ov popis mjesta svjetske baštine u Americi. Naime, UNESCO je ovo područje prepoznao zbog jedinstvenog smještaja u prirodi koji je oblikovao razvoj grada, te mjesto koje je snažno inspiriralo umjetnike, od glazbenika, urbanista i dizajnera krajolika
God. 2017. kao svjetska baština UNESCO-a upisano je i Valongo pristanište iz 1811. god., arheološki lokalitet u samom središtu grada, uključujući trg Jornal do Comércio, čiji je najstariji sloj „najvažniji fizički trag dolaska afričkih robova na američko tlo”.

## Povijest
Zaljev Guanabara, mjesto budućeg grada, prvi put su vidjeli portugalski istraživači u ekspediciji koju je vodio Gaspar de Lemos, 20. siječnja, 1502. godine, odakle i potiče naziv Rio de Janeiro (Siječanjska rijeka). Legenda kaže da su moreplovci ovaj zaljev nazvali rijekom zato što su i mislili da je u pitanju rijeka, međutim, to se teško može dogoditi iskusnim moreplovcima. Istina je da se u to vrijeme riječ rijeka koristila za sve veće vodene površine koje ulaze u kopno.
Ferdinand Magellan je 1519. godine, u zaljevu dopunjavao zalihe, a francuski krijumčari su ga koristili za šverc drveta pernambuco. Kada je francuski vitez Nicolas Durand de Villegaignon došao u zaljev sa 600 vojnika i kolonista, osnovao je prvo europsko naselje u ovom dijelu Brazila, pod nazivom Francuski Antarktik (France Antarctique). Kolonisti su uglavnom bili Francuzi i Švicarci.
Službeno, grad je osnovan 1.ožujka 1565. godine, portugalski vitez, bratić tadašnjeg generalnog guvernera Brazila, Estácio de Sá. Prvobitni naziv grada je bio São Sebastião do Rio de Janeiro (Sveti Sebastijan Siječanjske Rijeke), u čast portugalskom kralju Sebastijanu I. Osnovni razlog osnivanja grada je bilo protjerivanje Francuza iz Brazila. U godinama koje slijede Rio će biti meta gusara, naročito onih čije su zemlje bili protivnici Portugala u ovom dijelu svijeta, Nizozemske i Francuske.
Rio je osnovan na vrhu brda Šećerna Glava. Kasnije je čitav jedan grad izrastao na vrhu ovog brda, oponašajući dotadašnje srednjovjekovne eiropske gradove i njihovu strategiju odbrane. Kako je Šećerna Glava bila centar grada, postala je i centar širenja grada, na jug i zapad.
Na kraju 16. stoljeća portugalska kruna je više pažnje posvetila brazilskim mjestima na Atlantiku. Mjesta su postala vrlo bitne strateške točke u brodskom prometu južnog Atlantika, između portugalskih kolonija u Africi i Americi, kao i u prometu ka Europi. Portugal gradi tvrđavu u Riju i sklapa saveze s domorodcima kako bi branili grad od gusara. Uskoro je počeo i industrijski razvoj, u pitanju je bila proizvodnja i prerada šećerne trske, međutim, kako je sjeverni Brazil proizvodio kvalitetniji šećer, ova grana industrije je polako počela odumirati.
Do početka osamnaestog stoljeća je napadan uglavnom od strane francuskih gusara. Poslije 1720. godine, kada su portugalski istraživači u planinama današnjeg Minas Geraisa pronašli zlato i dijamante, Rio je postao mnogo pogodnija luka za izvoz od dotadašnje najveće Brazilske luke Salvadora u Bahiji. 1763 godine, Rio postaje i službeno administrativni centar Portugalske Amerike.
Kada je 1808. godine, portugalska kraljevska obitelj, bježeći pred Napoleonom, stigla u Rio de Janeiro, Rio je postao glavni grad čitavog portugalskog carstva, čime je postao jedina europska prijestonica izvan Europe. Mnogi stanovnici Rija su ovom prilikom istjerani iz svojih kuća kako bi plemići iz Portugala imali dovoljno komotan smještaj.
Kada je Pedro I. od Brazila proglasio nezavisnost Brazila, 1822. godine, odlučio je zadržati Rio kao prijestonicu njegovog novog carstva, ali je već tada grad počeo gubiti na značaju kako ekonomskom tako i političkom. Novi grad se uzdizao čak i iznad Rija, bio je to São Paulo.
Početkom 20. stoljeća, grad je bio uglavnom ograničen na područje današnjeg povijesnog centra (opisano dolje) na samim ustima zaljeva Guanabara. Tada se težište gradskog života polako počinje pomjerati intenzivnije ka jugu i zapadu u današnju Južnu Zonu (Zona Sul), a prekretnica je bilo bušenje tunela koji povezuje četvrti Botafogo i Copacabana. Prirodne ljepote plaže u kombinaciji s luksuzom i stilom Copacabana Palace hotela, pomogao je Riju da stekne reputaciju grada zabave na plaži, primamljivog za turiste (iako je ova reputacija malo poljuljana u zadnje vrijeme, stvaranjem favela i nasiljem vezanim za trgovinu drogama).
Rio je ostao brazilska prijestonica i poslije 1889. godine, kada je vojska zbacila monarhiju i uspostavila republiku. Ipak, planovi o preseljavanju prijestonice u središnje dijelove zemlje, kako bi bila jednako udaljena od svih brazilskih krajeva, su postojali i u to vrijeme. Napokon je 1955. godine, tadašnji predsjednik Juscelino Kubitschek, odmah po svom izboru na ovo mjesto obećao izgradnju nove brazilske prijestonice. Iako su mnogi držali da je u pitanju politička retorika, Kubitschek je uspio stvoriti novi grad Brasiliju do 1960. godine. Iste godine, 21. travnja, prijestonica je i službeno prebačena iz Rio de Janeira u Brasiliju.
Sliedećih 15 godina, do 1975. godine Rio je bio grad-država (kao što su Hamburg i Bremen u Njemačkoj) pod nazivom Guanabara, po zaljevu koji ga okružuje. 1975. godine, predsjedničkim dekretom poznatim kao A Fusão (fuzija - spajanje), grad je izgubio federalni status i utopio se u državu Rio de Janeiro. I danas Carioce, traže da im se vrati općinska autonomija.

## Dijelovi grada
Grad je podijeljen na:
- Povijesni centar (Centro);
- Južna zona - turistička zona, s poznatim plažama;
- Sjeverna zona - industrijska zona;
- Zapadna zona s novim distriktom Barra da Tijuca.

### Centar
Centro predstavlja povijesni centar grada. Ovdje se nalazi kolonijalna zgrada 'Paço Imperial', koja je služila kao rezidencija portugalskim guvernerima kolonijalnog Brazila. Tu su također mnoge povijesne crkve, uključujući i katedralu Candelária. Gradsko Kazalište i nekoliko muzeja se također nalaze u centru. Centar je i dalje poslovno srce grada. Jedna od poznatih atrakcija grada je i tramvaj Bondinho, koji kruži po centru preko akvadukta Arcos da Lapa (sagrađenog 1750. godine, pretvorenog u most 1896.) i obližnje četvrti Santa Teresa, nazad u centar. U centru se nalazi i sambodrom na kojem se održavaju nastupi škola sambe.

### Južna zona
Južna zona Rio de Janeira se sastoji od nekoliko četvrti, među kojima su São Conrado, Leblon, Ipanema, Arpoador, Copacabana i Leme, koji čine najpoznatiju obalnu liniju u Riju. Ostale četvrti u Južnoj zoni su Botafogo, Flamengo, Urca, Lagoa, Gávea, Jardim Botânico i Laranjeiras.
Copacabana je osim plaže poznata i po najspektakularnijem dočeku Nove godine, gdje više od dva milijuna ljudi slavi Novu godinu na pijesku i gleda novogodišnji vatromet. Od 2001. vatromet se ispaljuje iz čamaca radi sigurnosti sudjelovatelja i cijele četvrti.
Sjeverno od Lemea, na ulazu u zaljev Guanabara, nalazi se četvrt Urca i brdo Šećerna Glava ('Pão de Açúcar'), poznata grba na krajoliku Rija, druga po visini u gradu, odmah iza Pedra da Gávea. Do njenog vrha se može doći žičarom s plaže Praia Vermelha, sa zaustavljanjem na brdu Urca. Pogled koji se nudi s ovog vrha se još jedino može vidjeti na vrhu brda Corcovado. Na obližnjem vrhu, Pedra Bonita, se upražnjava zmajarstvo. Zmajevi, let završavaju na plaži Praia do Pepino u četvrti Sao Conrado.
Šuma Tijuca ("Floresta da Tijuca"), koja se nalazi u južnoj zoni Rija, je druga po veličini, šuma u urbanoj sredini. Najveća šuma u urbanoj sredini se također nalazi u Riju, i u pitanju je Floresta da Pedra Branca. Film Za sve je kriv Rio iz 1984. godine je snimljen u blizini šume Tijuca, a kuće za iznajmljivanje, koje su i likovi u filmu iznajmili, s ruba šume pružaju nevjerovatan pogled na poznate plaže.

### Sjeverna zona
U sjevernoj zoni Rija se nalazi stadion Maracanã, nekada najveći nogometni stadion, a danas poslije preuređenja može primiti oko 80 000 gledaoca (najveći stadion je Stadion Prvog svibnja u Pjongjangu, Sjeverna Koreja). Kapacitet stadiona je smanjen zbog sigurnosnih pravila. Poslije renoviranja Maracanã će moći primiti 120 000 gledaoca. Otvaranje i zatvaranje Panameričkih igara 2007. će biti održano na ovom stadionu.
Osim Maracane, u sjevernoj zoni Rija se nalaze i druge turističke i povijesne atrakcije, kao što je Manguinhos - biomedicinski institut u obliku mavarskog dvorca, objekt Quinta da Boa Vista i stara imperijalna palaća Paso u kojoj se sada nalazi Brazilski nacionalni muzej.
U sjevernoj zoni se nalazi i međunarodni aerodrom Antônio Carlos Jobim (koji je dobio ime po poznatom brazilskom glazbeniku), kao i glavni studentski kampus Federalnog Sveučilišta Rio de Janeiro, na otoku Fundão. Osim otoka Fundão, i otok Governador se nalazi u sjevernoj zoni.

### Zapadna zona
Zapadna zona je najudaljeniji od centra grada. Uključuje četvrti Barra da Tijuca, Jacarepaguá, Recreio dos Bandeirantes, Vargem Grande, Campo Grande, Santa Cruz i Bangu. Četvrti u ovoj zoni najbolje otkrivaju međusobne socijalne razlike klasa građana u Brazulu. U ovoj se regiji nalaze i industrijske zone, ali i nekoliko manjih područja koja su i dalje okrenute poljoprivredi.
Zapadno od starih četvrti ove zone je Barra da Tijuca, koja je trenutno dio koji se najviše gradi, zbog činjenice da su troškovi zemlje i gradnje najniži u čitavom Riju, a nije zanemarljiva ni činjenica da je četvrt na obali. Ovo privlači ne samo srednju, nego i višu klasu koja za sobom povlači i luksuz, shopping centre i jednu dozu ležernosti. Urbanistički planovi za ovo područje su rađenie u kasnim šezdesetim godinama dvadesetog stoljeća, miješajući predgrađa u SAD (kuće s dvorištem) i nebodere. Plaže Bara da Tijuce postaju sve popularnije, a u ovoj će četvrti biti i sportsko selo za pan-američke igre 2007. Sve ovo predstavlja Baru u budućnosti, kao poseban grad.
Osim Bare i Jacarepaguá i Campo Grande, također doživljavaju preporod i značajan gospodarski rast.

## Klima
Rio ima tipičnu tropsku klimu s visokim temperaturama i vlažnošću tokom čitave godine. Ljetne vrućine dostižu i preko 40 °C. Ipak, veliki broj vodenih površina i blizina brda i planina čine ljeto u Riju podnošljivim. Padaline su česte, naročito u ljetnjim mjesecima, kada su moguće i oluje, ali ne i tropski cikloni.
|                                           | siječanj | veljača | ožujak  | travanj | svibanj | lipanj | srpanj | kolovoz | rujan  | listopad | studeni | prosinac | godišnje  |
| maksimalna temperatura u °C/°F            | 33/91    | 33/93   | 32/90   | 31/87   | 28/82   | 27/81  | 27/81  | 28/82   | 27/81  | 29/84    | 31/87   | 32/89    | 30/86     |
| minimalna temperatura u °C/°F             | 23/74    | 24/75   | 23/74   | 22/71   | 19/67   | 18/65  | 18/64  | 18/65   | 19/66  | 20/68    | 22/71   | 22/72    | 21/69     |
| padaline                                  | 135/5.3  | 124/4.9 | 134/5.3 | 109/4.3 | 78/3.1  | 52/2.1 | 45/1.8 | 46/1.8  | 62/2.4 | 82/3.2   | 100/4.0 | 137/5.4  | 1104/43.5 |
| Izvori: Weatherbase i The Weather Channel |          |         |         |         |         |        |        |         |        |          |         |          |           |

## Administrativne regije Rio de Janeira

##### Zona Central
| - Centro - Praça da Bandeira - Rio Comprido - Praça Mauá | - Gamboa - Santo Cristo - Santa Teresa - Praça Quinze | - Estácio - Catumbi - Saúde - Cidade Nova |

##### Zona Sul
| - Botafogo - Copacabana - Lagoa - Rocinha - Flamengo | - Glória - Catete - São Conrado - Humaitá - Jardim Botânico | - Gávea - Ipanema - Leblon - Joá - Urca |

#### Zona Norte
| - VIII Tijuca | - IX Vila Isabel | - X Engenho de Dentro |

#### Zona da Leopoldina
| - Ramos - Penha - Bonsucesso - Olaria - Manguinhos - Brás de Pina | - Vila da Penha - Higienopólis - Vila Kosmos - Engenho da Rainha - Complexo do Alemão - Complexo da Maré | - Inhaúma - Del Castilho - Maria da Graça - Ilha do Governador (otok Governador) - Vicente de Carvalho - Vila Kosmos | - Vista Alegre |

#### Central
| - XIV Irajá - XV Madureira | - XXII Anchieta - XXV Pavuna | - XXXI Vigário Geral |

#### Barra
| - XVI Jacarepaguá | - XXIV Barra da Tijuca | - XXXIV Cidade de Deus (CDD) (Božji grad) |

#### Bangu
| - XVII Bangu | - XXXIII Realengo |

#### Campo Grande
| - XVIII Campo Grande - XIX Santa Cruz | - XXVI Guaratiba - XXVI Quintino |

## Socijalno stanje
Rio je tipičan brazilski grad u pogledu velikih razlika između bogatih i siromašnih. Iako je u pitanju jedan od najvećih svjetskih gradova, značajan postotak populacije (oko 15%) živi u siromaštvu. Siromaštvo je najizraženije u neformalnim naseobinama, koje se ovdje nazivaju favelama, koje se najčešće nalaze na strminama na kojima nije ni moguće graditi neke trajnije i čvršće građevine, i gdje su i nesreće poput teških poplava u kišnom razdoblju najčešće. U favelama su najviše stope kriminala, zbog droga, borbi bandi i dugih kriminalnih oblika, najčešće prouzrokovanih siromaštvom.
Ono što je neobično za favele u Riju je njihova blizina bogatim četvrtima. Tako su bogate četvrti poput Ipaneme i Copacabane, stiješnjene između plaža i brda, a na padinama ovih brda se nalaze siromašne favele.

## Sport
Rio de Janeiro je bio domaćin pan-američkih igara 2007. godine. Finale Svjetskog prvenstva u odbojci na pijesku se održava u Rio de Janeiru. U četvrti Jacarepaguá se održavala Velika Nagrada Brazila u Formuli 1 od 1978. do 1990. godine. Prvenstvo u surfanju se održavlao na plažama Rija 17 godina za redom, od 1985. do 2001. godine.
Pored samog hrama nogometa, stadiona Maracanã, se sagradio novi stadion, kapaciteta 45.000 gledaoca. Stadion nosi ime bivšeg predsjednika FIFA-e i građanina Rija, Joãa Avelanga. U sklopu kandidature za ljetnje Olimpijske igre 2016. godine, na Copacabani su izgrađena borilišta za triatlon, odbojku na pijesku i jahting.
2014. Rio tj Stadion Maracanã je domaćin utakmica svjetskog nogometnog prvenstva.

### Nogomet
Ipak, najpopularniji sport u Riju je nogomet. U Riju se nalaze neki od najvećih brazilskih nogometnih klubova:
- Botafogo
- Flamengo
- Fluminense
- Vasco

Vrlo je popularan i nogomet na pijesku, na plažama.

## Poznati stanovnici
| - Adolfo Lutz - Antônio Fagundes - Baden Powell - Bruno Barreto - Carlos Chagas Filho - Carlos Lacerda - Carolina Braun - Cazuza - Carla Malafaia - Cássia Eller | - Chico Buarque - Dom Pedro II - Fernanda Montenegro - Fernando Collor de Mello - Fernando Henrique Cardoso - Heitor Villa-Lobos - Isabela Nick - Ivo Pitanguy - Jorge Ben Jor - Jô Soares | - Julia de Castro - Luis Gustavo Miranda - Machado de Assis - Marisa Monte - Milton Nascimento - Oscar Niemeyer - Paulo Coelho - Renato Russo - Romário - Ronaldo | - Sérgio Vieira de Mello - Silvio Santos - Tom Jobim - Vinícius de Morais - Walter Salles - Zico |

## Gradovi partneri
| - Amsterdam Nizozemska - Atlanta, Georgia SAD - Barcelona Španjolska - Batumi Gruzija - Batangas City Filipini - Belo Horizonte Brazil - Bejrut Libanon - Buenos Aires Argentina - Bukurešt Rumunjska - Caracas Venezuela - Casablanca Maroko - Ciudad de Mexico Meksiko - Durban JAR | - Guimarães Portugal - Istanbul Turska - Kijev Ukrajina - Kobe Japan - Koln Njemačka - Lagos Nigerija - La Paz Bolivija - Lisabon Portugal - Managua Nikaragva - Miami SAD - Mumbai Indija - Newark SAD - Natal (Brazil) Brazil | - Oklahoma City SAD - Peking NR Kina - Petah Tikva Izrael - Póvoa de Varzim Portugal - Puerto Varas Čile - Rufisque Senegal - Sankt Peterburg Rusija - Santa Cruz de Tenerife Španjolska - Seul Južna Koreja - Tunis (grad) Tunis - Vancouver Kanada - Varšava Poljska |

## Galerija slika
- Kip Krista Iskupitelja (Cristo Redentor)
- Laguna Rodrigo de Freitas
- Stadion Maracanã
- Stadion Maracanã
- Plaža Ipanema
- Copacabana
- Brdo Šećerna Glava (Pão de Açúcar) (po noći)
- Slika iz svemira

## Vanjske poveznice

### Službene stranice
- (port.)Službena stranica

### Obrazovanje
- (port.)Sveučilište Rio de Janeira
- (port.)UERJ  Arhivirana inačica izvorne stranice od 18. svibnja 2021. (Wayback Machine) - Državno Sveučilište Rio de Janeira